# .sb
.sb és el domini de primer nivell territorial (ccTLD) de Salomó. El registre l'opera el Solomon Islands Network Information Centre que ha nomenat l'empresa TPP Internet per gestionar els registres internacionals.

## Dominis de segon nivell
Registre global sense restriccions:
- com.sb
- net.sb

Registre amb restriccions:
- edu.sb
- org.sb
- gov.sb